# رسالة في التسامح
رسالة في التسامح (بالإنجليزية: A Letter Concerning Toleration)‏ كتاب لجون لوك نُشرت في الأصل عام 1689. نشرها لأول مرة باللغة اللاتينية، على الرغم من أنه تمت ترجمتها على الفور إلى لغات أخرى. ظهر عمل لوك وسط مخاوف من أن الكاثوليكية قد تستولي على إنجلترا، وتستجيب لمشكلة الدين والحكومة من خلال اقتراح التسامح الديني كإجابة. هذه الرسالة موجهة إلى السير المحترم المجهول: كان هذا بالفعل صديق لوك المقرب فيليب فان ليمبورج، الذي نشرها دون علم لوك.

## الخلفية
في أعقاب اكتشاف مؤامرة راي هاوس واضطهاد تشارلز الثاني للويغز، فر لوك من إنجلترا إلى أمستردام بهولندا في سبتمبر 1683. طوال حياته، كان لوك مهتمًا بالنقاش حول التسامح الديني. نوقش السؤال كثيرًا في هولندا أثناء إقامة لوك وفي أكتوبر 1685 ألغى لويس الرابع عشر من فرنسا مرسوم نانت الذي كان يضمن التسامح الديني للبروتستانت الفرنسيين.
في هولندا، التقى لوك بفيليب فان ليمبورش، أستاذ اللاهوت، وكان من المقرر أن يكون النقاش مع ليمبورش هو الذي أقنع لوك بالتخلي مؤقتًا عن عمله مقال خاص بالفهم البشري وطرح أفكاره حول التسامح. كتب لوك الرسالة خلال شتاء 1685-1686.

## أفكار الرسالة
أحد مؤسسي التجريبية، طور لوك فلسفة تتعارض مع تلك التي عبر عنها توماس هوبز، في دعم التسامح لمختلف الطوائف المسيحية. سمح توماس هوبز للأفراد بالحفاظ على معتقداتهم الدينية طالما أنهم عبروا ظاهريًا عن معتقدات الدولة، وقد قيل إن رفض لوك للإمبريالية الكاثوليكية كان الأساس النهائي لرفضه مصلحة الحكومة في الخلاص الروحي.
على عكس هوبز، الذي رأى أن توحيد الدين هو المفتاح لمجتمع مدني يعمل بشكل جيد، يجادل لوك بأن المزيد من الجماعات الدينية تمنع في الواقع الاضطرابات المدنية. يجادل لوك بأن الاضطرابات المدنية تنتج عن المواجهات التي سببتها محاولة أي قاضي لمنع ممارسة الأديان المختلفة، بدلاً من التسامح مع انتشارها. هدف لوك الأساسي هو «التفريق الدقيق بين عمل الحكومة المدنية وعمل الدين». يسعى إلى إقناع القارئ بأن الحكومة قد تم تأسيسها لتعزيز المصالح الخارجية المتعلقة بالحياة والحرية والصالح العام، بينما توجد الكنيسة لتعزيز المصالح الداخلية، أي الخلاص. يعمل الاثنان بوظائف منفصلة، وبالتالي، يجب اعتبارهما مؤسستين منفصلتين.
بالنسبة للوك، الطريقة الوحيدة التي يمكن للكنيسة من خلالها اكتساب أتباع حقيقيين هي من خلال الإقناع وليس من خلال العنف. وهذا يتعلق باستنتاجه المركزي، وهو أن الحكومة لا ينبغي أن تتدخل في رعاية النفوس. لدعم هذه الحجة، يقدم ثلاثة أسباب رئيسية:
1. لا يمكن للأفراد، وفقًا للوك، أن ينزعوا السيطرة على أرواحهم للقوى العلمانية، لأن الله لا يعين القاضي.
2. لا يمكن للقوة أن تخلق التغيير الضروري للخلاص، لأنه في حين أنها يمكن أن تجبر على الطاعة، فإنها لا تستطيع تغيير معتقدات المرء.
3. حتى لو كان الإكراه يقنع شخصًا بمفهوم ما، فإنه لن يساعد في ضمان الخلاص، لأنه لا يوجد سبب للاعتقاد بأن القضاة هم قضاة موثوق بهم للحقيقة الدينية.

قال لوك إن هؤلاء الناس سعوا إلى التسامح الديني «فقط حتى يكون لديهم الإمدادات والقوى الكافية للقيام بالمحاولة». والمعتقدات القائلة بأن «الإيمان لا يجب أن يبقى مع الزنادقة» وأن «الملوك المحرومين من ممالكهم» كان يُعتقد عمومًا أنها معتقدات الكاثوليك.خلال زيارته لفرنسا عام 1676، سجل لوك أن الاعتقاد بأن «الإيمان لا يجب أن يبقى مع الزنادقة» كان عاملاً مهمًا في التعصب الذي أظهره البروتستانت الهوغونوت.
جادل لوك قائلاً: «لا يحق لتلك الكنيسة أن يتسامح معها القاضي»، وهو ما تم تكوينه بحيث أن كل من يدخلها ينتقل بحكم الواقع إلى ولاء وخدمة أمير آخر «. قد يفسح القاضي مكانًا لسلطة قضائية أجنبية في أراضيه و... يسمح لشعبه بالتجنيد كجنود ضد حكومته». وقد فسر المؤرخون هذا على أنه إشارة إلى الكنيسة الكاثوليكية، مع كون البابا الأمير الذي يدين له الكاثوليك بالولاء.
ومع ذلك، فقد طعن العلماء مؤخرًا في فكرة أن لوك عارض التسامح مع الكاثوليك في جميع الظروف. يجادل مارك غولدي بأن التفسير التقليدي لموقف لوك من الكاثوليك «يحتاج إلى تحسين، لأنه في الواقع لم يستبعد الاحتمال النظري للتسامح مع الكاثوليك... إذا استطاع الكاثوليك التخلي عن معتقداتهم غير المتمدنة، فيمكن حينئذٍ التسامح معهم». تؤكد جولدي أن لوك لم يكن معارضًا للكاثوليكية في حد ذاتها، بل كان يعارض مناهضة الناموسيات، وهو الاعتقاد بأن الحقيقة الدينية تبطل القوانين الأخلاقية العادية. كما يدعي سكوت سوربي أن لوك ترك الباب مفتوحًا أمام إمكانية التسامح مع الكاثوليك إذا تبنوا مبادئ التسامح ورفضوا الولاء السياسي للبابا.
جادل جون مارشال بأن عددًا من المقاطع في الرسالة توضح أن لوك يعتقد أن الكاثوليك «في شروط عبادتهم ومعتقداتهم الدينية... يستحقون ممارسة عبادتهم بحرية». يشير مارشال أيضًا إلى أن «مزيج تعليقات لوك في الرسالة يشير إلى أنه أثناء تكوينه... كان لوك يصارع مرة أخرى حول كيفية التمييز بين سلسلة المبادئ السياسية المرتبطة التي جعلت الكاثوليك بالنسبة له غير محتملين، والعبادة الدينية وغيرها من المعتقدات الدينية للكاثوليك التي تستحق التسامح». يبدو أن تأكيد هذه المواقف يأتي من اكتشاف عام 2019 لمخطوطة غير معروفة سابقًا، مؤرخة في 1667-8، بعنوان سبب التسامح مع البابويين على قدم المساواة مع الآخرين، حيث يقدم لوك حججه الأولى من أجل التسامح الديني.
جادل لوك بأنه لا ينبغي التسامح مع الملحدين لأن «الوعود، والعهود، والأقسام، التي هي روابط المجتمع البشري، لا يمكن أن يكون لها صفة أو قدسية بالنسبة للملحد». ومع ذلك، هناك فقرة تمت إضافتها في طبعة لاحقة من مقال خاص بالفهم البشري، حيث ربما تساءل لوك عما إذا كان الإلحاد ضارًا بالضرورة بالطاعة السياسية.
التسامح أساسي في فلسفة لوك السياسية. وبالتالي، فإن الكنائس التي تعلم التسامح هي فقط المسموح بها في مجتمعه. قد تشير وجهة نظر لوك حول صعوبة معرفة الدين الحقيقي الواحد إلى أن الدين ليس مهما بالنسبة له، ولكنها قد تشير أيضًا إلى الشكوك العميقة المحيطة بالمعتقد الديني في وقت الصراع السياسي والفكري. في المقابل، تشير نظرة لوك إلى الإلحاد إلى أنه كان بعيدًا عن اعتبار الدين غير مهم. باعتباره تجريبيًا، فقد أخذ الاعتبارات العملية في الاعتبار، مثل كيفية تأثر سلام المجتمع المدني بالتسامح الديني. تكشف القراءة الدقيقة للنص أيضًا أن لوك يعتمد على تحليل الكتاب المقدس في عدة نقاط رئيسية في حججه.

## الاستقبال
كانت هناك ردود فورية من رجال الدين الأنجليكان في الكنيسة العليا، التي نشرها توماس لونج وجوناس بروست. اعتقد منذ فترة طويلة أن الرسالة كتبها مؤامرة يسوعية مقنعة بإلحاد للكنيسة الكاثوليكية الرومانية لتكسب الهيمنة من خلال جلب الفوضى والخراب للكنيسة والدولة. هاجم بروست الرسالة ودافع عن الرأي القائل بأن للحكومة الحق في استخدام القوة لجعل المعارضين يفكرون في مزايا الأنجليكانية، الدين الحقيقي. تطور رد لوك على بروست إلى تبادل ممتد مثير للجدل.

## المراحع
1. ↑  A Letter Concerning Toleration by Locke, John; Tully, James H.
2. ↑  "الإلحاد كبديل". مركز يقين. 20 يوليو 2019. مؤرشف من الأصل في 2020-01-21. اطلع عليه بتاريخ 2020-08-09.